# Potamogeton × argutulus
Potamogeton × argutulus là một loài thực vật có hoa lai ghép trong họ Potamogetonaceae. Loài này được Hagstr. miêu tả khoa học đầu tiên năm 1908.